# Chartreuse Saint-Lazare d'Orléans
La chartreuse Saint-Lazare est un ancien monastère de Chartreux situé dans le faubourg Bannier, à Orléans dans la province de l'Orléanais du Royaume de France.
La chartreuse est fondée en 1621 et ferme avec la Révolution française ; elle est alors reconvertie en bâtiment de commerce avant d'accueillir à nouveau une communauté religieuse au milieu du XIXe siècle. Une partie de l'édifice est détruit au début du XXe siècle pour faire place à de nouvelles rues. Les sœurs qui l'occupaient quittent les lieux à la fin de la Seconde Guerre mondiale.

## Histoire
C'est la ville d’Orléans qui prend l’initiative de proposer aux Chartreux la fondation d’une maison avec les biens d’une maladrerie, L'hôtel Saint-Ladre, situé sur le vieux chemin d'Orléans à Chartres par Saran, désormais sans emploi puisque la lèpre a à peu près disparu. Le roi de France, Louis XIII, ratifie par lettres-patentes, le transfert le 14 mai 1622, et la maison garde le titre de Saint-Lazare. Il faut cependant transférer les six lépreux qui restent et le personnel de la léproserie à celle de Saint-Mesmin, restaurée par les chartreux à leur intention.
Les Chartreux, venant de la chartreuse de Paris, s'installent le 22 novembre 1624, dans une maison « en fort mauvais état » et « assez mal administrée ». En 1624, Louis de Mégrigny, abbé de Quincy et prieur commendataire de Saint-Pierre d’Étampes, lui unit son bénéfice de Saint-Pierre, et est qualifié de « second fondateur », union agréée par des bulles du pape Urbain VIII et des lettres patentes de Louis XIII.
La chartreuse devient une communauté régulière en 1629.
En 1635, Louis XIII s'engage à donner annuellement la somme de 1,500 livres tournois, qui doivent être prélevées sur les impositions des ponts et chaussées de la généralité d'Orléans, et qui, dans son intention, doivent être employées à la construction du couvent. Gaston d’Orléans pose la première pierre en juillet 1635 et se déclare fondateur. La construction de l'édifice ralentit à la mort de Louis XIII, en 1643, car la subvention royale n'est pas maintenue ; le chantier est finalement interrompu, car le roi Louis XIV, son successeur, décide de ne pas rétablir les subventions. Il ne manque à la chartreuse, vers 1650, pour être achevée, que l'église, dont les fondations seules existent, et le grand cloître, dont un côté, celui qui s’appuie sur le petit cloître et qui se compose de 6 cellules, ne devait être terminé qu'après 1785.
Le 27 mars 1652, Anne-Marie-Louise d'Orléans, fille de Gaston d’Orléans, arrive à Orléans pour convaincre les autorités municipales de ne pas ouvrir les portes de la ville aux troupes royales et demande l'hospitalité à la chartreuse. Ce qui est impossible car la règle s'oppose à une présence féminine.

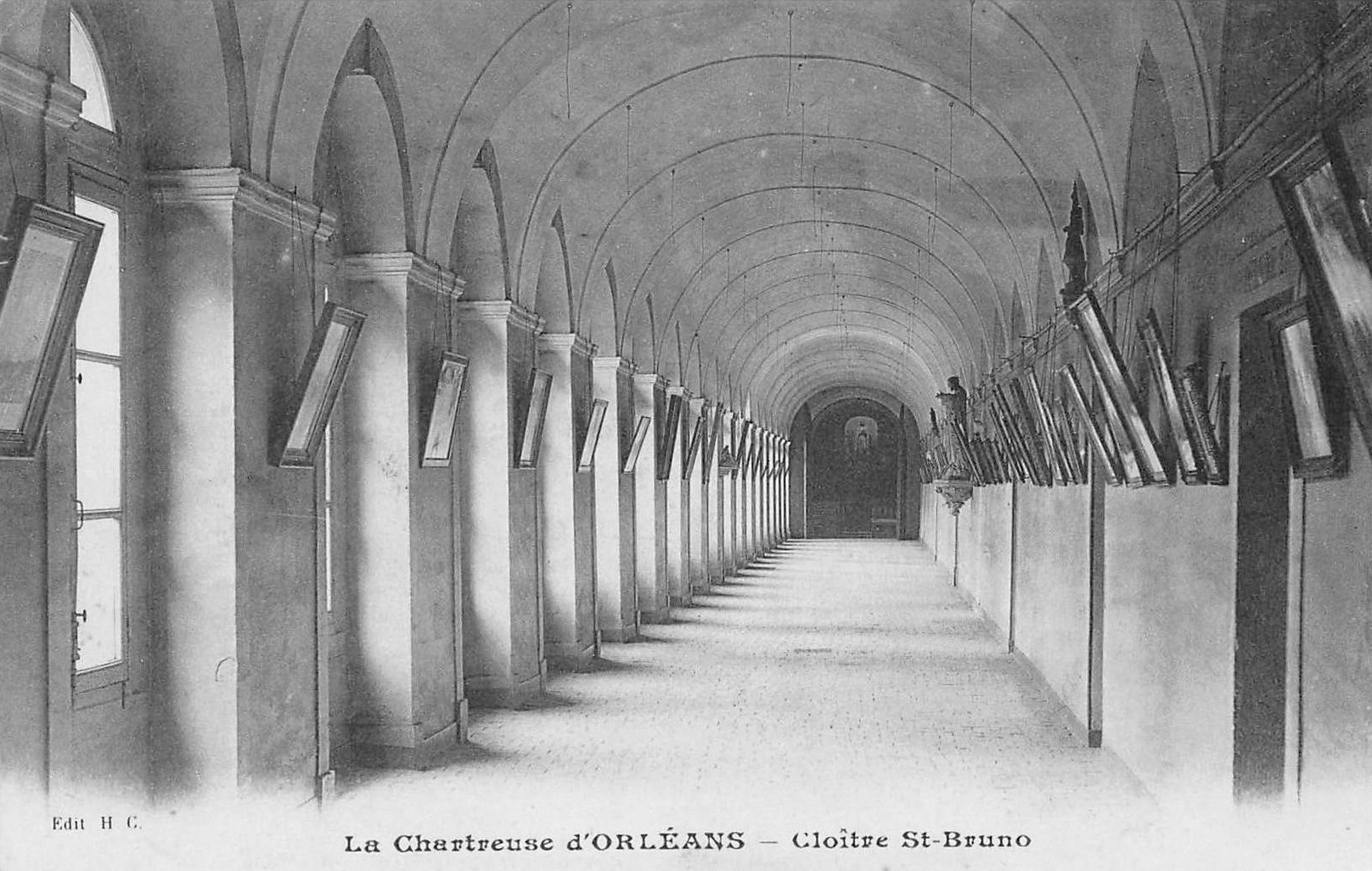
Intérieur du cloître Saint-Bruno sur une carte postale ancienne

En 1673, un édit royal ayant attribué aux chevaliers de l'Ordre de Saint-Lazare de Jérusalem toutes les maladreries du royaume, il s’ensuit un procès mettant en jeu l’existence même de la chartreuse ; il n'est gagné qu’à la fin du XVIIe siècle.
En 1735, les religieux sollicitent et obtiennent du roi Louis XV des lettres patentes confirmant la donation de Louis XIII, puis des lettres de garde-gardienne pour leur couvent et tous leurs biens.
C'est le dernier prieur qui reprend les constructions en 1784. L’église et le grand cloître ne sont terminés qu’entre 1785 et 1788.
Durant la Révolution française, le 26 avril 1789, la chartreuse essuie une grave émeute. Le 13 février 1790, l'assemblée constituante prononce l'abolition des vœux monastiques et la suppression des congrégations religieuses. La communauté, composé de onze profès, d'un frère convers et de trois frères lais, se disperse en octobre 1790.
Le 17 décembre 1790, les biens du monastère sont déclarés biens nationaux  et vendus le 12 mars 1791 pour 424,285 livres. La chartreuse est partagée entre deux propriétaires principaux, elle devient le siège commercial de deux négociants en vin, qui modifient les bâtiments. Le 5 août 1797, une explosion a lieu dans une des cellules, qui sert d'atelier à un artificier.
En 1848, la chapelle extérieure de Saint-Clair est un atelier de charron.
En 1851, les Dames du Sacré-Cœur acquièrent trois lots du clos des chartreux avec ce qui reste des bâtiments de la chartreuse et y fondent un pensionnat pour jeunes filles. En 1875 de sérieux travaux de rénovations sont lancés et en 1881 sont ajoutés une école primaire de filles et un asile qui fonctionnent jusqu’en 1903[réf. souhaitée]. Elles en sont expulsées en avril 1903 en vertu des décrets contre les congrégations. La propriété est morcelée et le dernier vestige des constructions du Moyen Âge, une cave voûtée du XIIe siècle, est détruit par le passage de la nouvelle rue Pasteur.
En 1904 une partie de la chartreuse est démolie lors du percement des rues Pasteur et Ladureau.
De 1906 à 1909, le grand séminaire, s’installe dans les locaux du 75 bis du faubourg Bannier. La communauté des Ursulines occupe ensuite les bâtiments jusqu’à la fin de la Seconde Guerre mondiale en 1944 puis, ne pouvant plus faire face aux frais d’entretien, elle déménage à Chécy, à l'Est d'Orléans.

## Moines

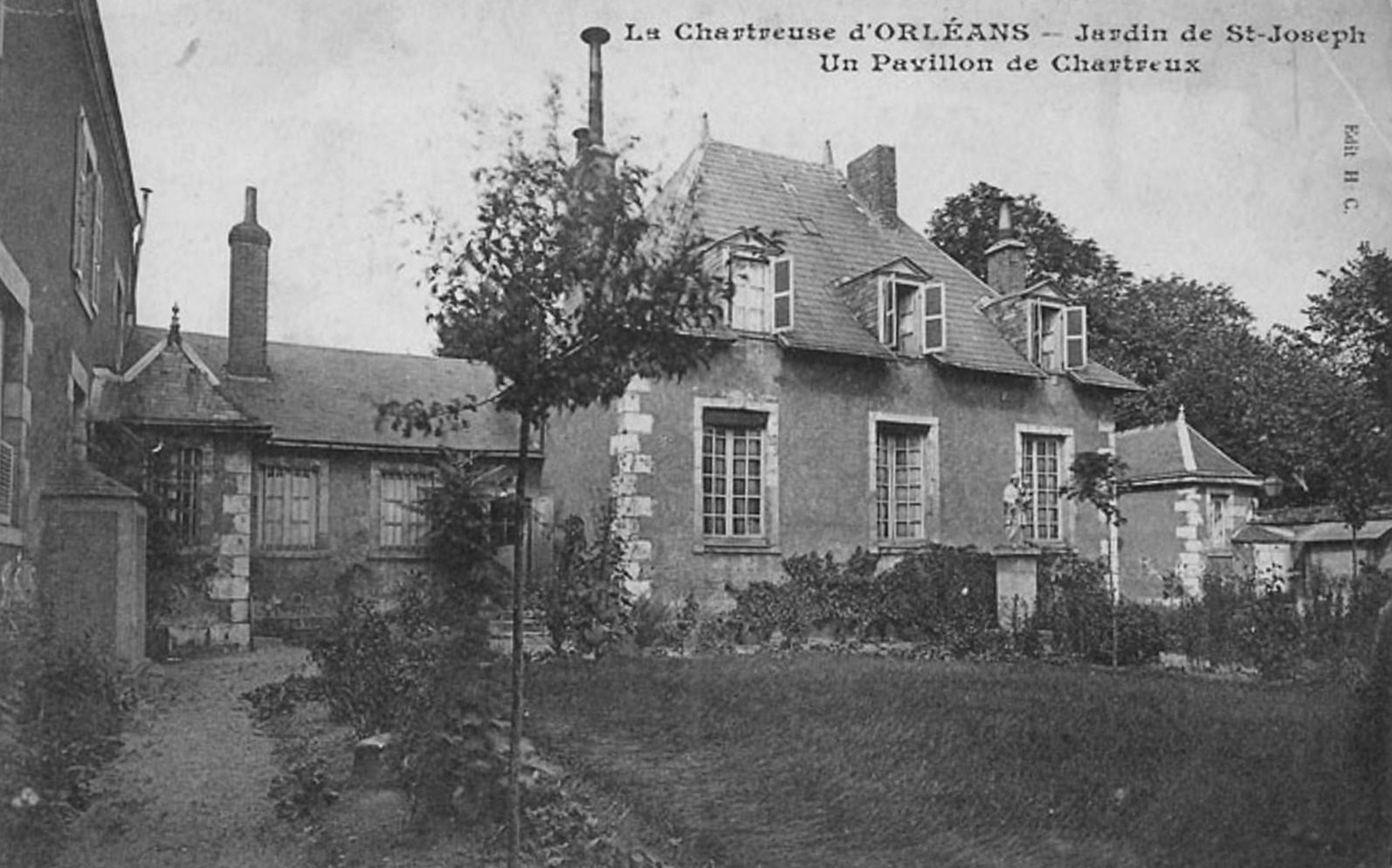
Pavillon Saint-Joseph de la chartreuse Saint-Lazare d'Orléans sur une carte postale ancienne

### Prieurs
Le prieur est le supérieur d'une chartreuse, élu par ses comprofès ou désigné par les supérieurs majeurs.
- 1624 : Grégoire Guyonnières, pro-recteur.
- 1629 : Claude Courcher, premier prieur
- 1639-1657 : Sébastien Marrier
- 1658 : Grégoire Guyonnières
- 1658-1666 : Bruno Boyvinet
- 1666-1683 : Athanase Lemaire
- 1685-1697 : Léon Hinselin, ancien prieur de Paris
- 1697-1703 : Alphonse Berthellot
- 1710-1716 : Philippe Boitouset, visiteur de la province de France-sur-Loire
- 1716-1730 : Claude Guichenon (†1740)
- 1730-1755 : Augustin Boitouset, visiteur
- 1755-1758 : N
- 1758-1784 : Gaspard Guirand ou Guirard[8] ou Guiraud[9] (†1784), né dans le diocèse de Saint-Claude[7].
- 1784-1790 : Bernard Benoît, dernier prieur

### Autres moines
- Etienne Gemaris, procureur de la Chartreuse d'Orléans, entretien une correspondance avec Antoine Arnauld

## Patrimoine foncier
La chartreuse d'Orléans possédait trois sortes de biens :
- Ceux de la maladrerie de Saint-Lazare et de son annexe, la maladrerie de Marchenoir :

Les principales possessions de l'hôtel Saint Ladre d'Orléans passèrent en entier aux chartreux. En 1601 la déclaration des revenus de la maladrerie les évaluait à 140 livres de rente sur maisons, 170 écus environ de fermes (Villiers Saint Lazare, Marchenoir, la Cigogne) et 48 muids de blé méteil et 16 muids d'avoine.
- Métairie et moulin à vent de Lardillière ou l'Ardillière à Saint-Sigismond,, un des premiers biens de la maladrerie, puisqu'il lui avait été donné, en 1112, par le roi Louis le Gros.

- Ceux du Prieuré d'Étampes, donnés par l'abbé de Mégrigny, et unis à la Chartreuse à perpétuité, en 1624 :
  - La ferme du Prieuré de Saint-Pierre d’Étampes, consistait en terres labourables, prés, champarts et dîmes, et en quelques censives et droits seigneuriaux, qui, en 1707, rapportaient 1,300 livres.

- Ceux qui, depuis la fondation, furent acquis ou donnés successivement :

## Héraldique
| Armoiries de la Chartreuse d'Orléans | Suivant la tradition cartusienne, la chartreuse porte les armes de son fondateur, Gaston d'Orléans qui se blasonnent ainsi : d'azur à trois fleurs de lys d'or au lambel d'argent et, selon l'armorial général de France de 1696 : « d'azur, semé de fleur de lys d'or, à un Lazarre ressuscité, sortant d'un tombeau d'argent, et un lambel, de même, en chef, » (blason de droite). |  |